# Syzygy (Schach)
Syzygy (englisch für deutsch „Syzygie“ von gr.-lat. „Zusammenfügung“ von gr. σύζυγος (suzugos) für „Gespann“) ist ein spezielles Datenformat, das für eine besonders effiziente Speicherung und Nutzung von Endspieldatenbanken beim Computerschach entwickelt wurde.
Es wurde im April 2013 durch den Niederländer Ronald de Man vorgestellt und nutzt je Endspieltypus zwei unterschiedliche Tabellen. Erstens, die vergleichsweise kleinen WDL-Tabellen (WDL kurz für win-draw-loss, also „Gewinn-Remis-Verlust“) enthalten unter Berücksichtigung der 50-Züge-Regel für jede mögliche Stellung eines Endspieltyps die Bewertung, ob sie gewonnen, Remis oder verloren ist. Aufgrund ihrer Kompaktheit sind diese Tabellen gut geeignet, auch während der Baumsuche aufgerufen zu werden. Zweitens, die größeren DTZ-Tabellen (DTZ kurz für depth to zeroing of the ply count steht für die Anzahl Halbzüge bis zu einem Schlagzug oder Bauernzug) hingegen enthalten für Gewinnstellungen die Anzahl von Zügen bis zu einem Schlagzug oder Bauernzug.
Die Syzygy-Tabellen im WDL-Format sind hinreichend kompakt, um alle Endspielstellungen mit bis zu fünf Steinen sowie die wichtigsten Sechssteiner auf handelsüblichen DVDs zu speichern und auch auf Festplatten oder Solid-State-Drives abzulegen. Moderne Schachprogramme wie Komodo, Deep Fritz, Houdini und Stockfish können so die Syzygy-Tabellen auch während der Laufzeit des Programms nutzen, was zu einer wesentlichen Steigerung der Spielstärke im Endspiel auch bei mehr als sechs Steinen führt.
Im Jahr 2018 wurden von Bojun Guo unter Mitarbeit von Ronald de Man alle Siebensteiner-Tabellen erzeugt. Diese umfassen etwa 18 Terabyte und enthalten 423.836.835.667.331 (mehr als 400 Billionen) Stellungen.